# Acid sulfonic

Cấu trúc hóa học của axít sulfonic.

Axít sulfonic là một axít không ổn định với công thức hóa học H-S(=O)2-OH. Axít sulfonic là tautomer ít ổn định của axít sulfurơ HO-S(=O)-OH mà axít sulfonic sẽ nhanh chóng chuyển hóa thành axít này. Các hợp chất dẫn xuất với sự thay thế nguyên tử hiđrô liên kết với lưu huỳnh bằng các nhóm hữu cơ lại là ổn định. Các chất này sau đó có thể tạo thành các muối hay este, được gọi là các sulfonat.

## Các axít sulfonic

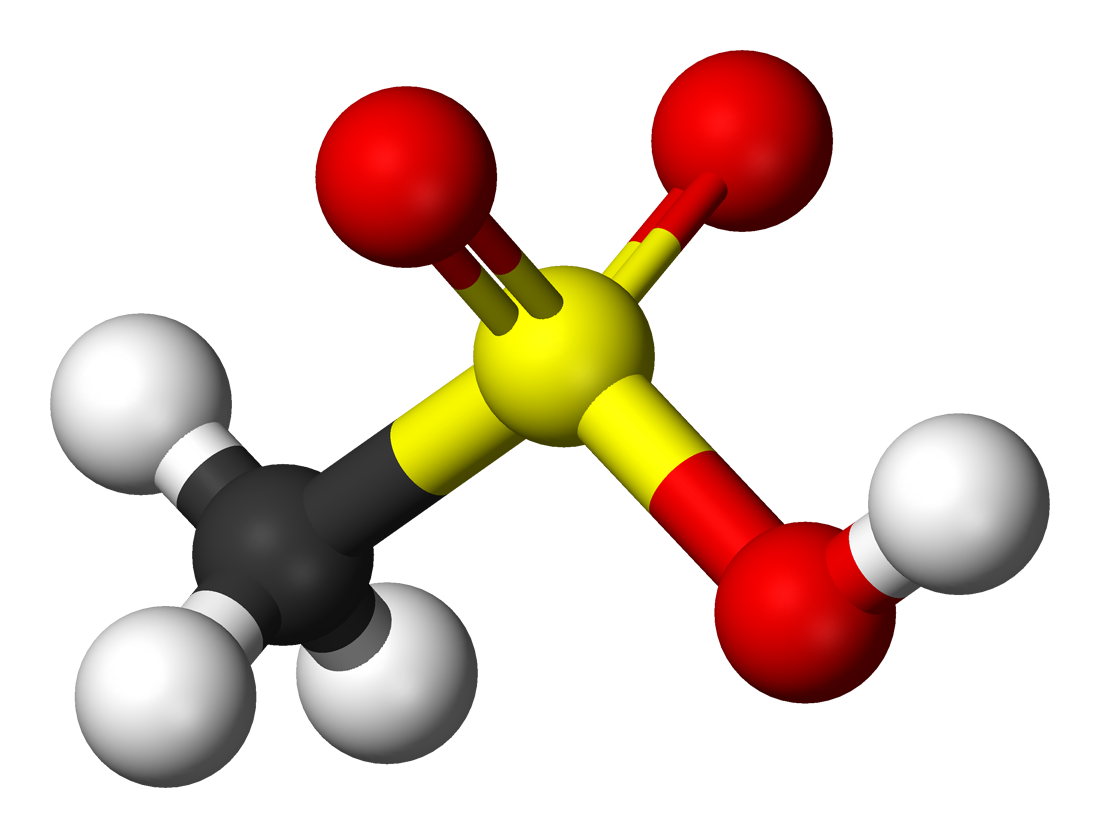
Mô hình cầu và que của axít metansulfonic

Các axít sulfonic là một lớp các axít hữu cơ với công thức tổng quát R-S(=O)2-OH, trong đó R thông thường là các mạch hydrocarbon. Các axít sulfonic thông thường là mạnh hơn nhiều so với các axít cacboxylic tương ứng (R-C(=O)2-OH), và có xu hướng dị thường trong việc liên kết chặt chẽ các protein và các cacbohydrat; các loại thuốc nhuộm "có thể giặt được" nhất là các axít sulfonic (hoặc có nhóm chức sulfonyl trong chúng) vì lý do này. Chúng cũng được sử dụng như là các chất xúc tác và các chất trung gian cho một loạt các sản phẩm khác nhau.
Các axít sulfonic và các muối của chúng (sulfonat) được sử dụng rộng rãi trong các sản phẩm đa dạng như bột giặt, các loại dược phẩm kháng khuẩn như các thuốc sulfa, các loại nhựa trao đổi anion (tinh lọc nước) và thuốc nhuộm.
Ví dụ đơn giản nhất về nhóm các axít sulfonic là axít metansulfonic, CH3SO2OH, là một thuốc thử được sử dụng thường xuyên trong hóa hữu cơ. axít p-toluensulfonic cũng là một thuốc thử quan trọng.

## Các chloride axít sulfonic
Các chloride axít sulfonic là một lớp các hợp chất hữu cơ với công thức tổng quát R-SO2-Cl. Các hợp chất này phản ứng mạnh với các hợp chất ái lực hạt nhân (nucleophil), như rượu, amin v.v. Nếu chất ái lực hạt nhân là các rượu thì sản phẩm thu được là các este sulfonic, còn nếu chúng là amin thì sản phẩm là sulfonamit. Các chloride axít sulfonic quan trọng là tosyl chloride, brosyl chloride, nosyl chloride và mesyl chloride. Một quy trình để tổng hợp các chloride axít sulfonic là phản ứng Reed. Sulfonyl chloride có xu hướng dễ bị thủy phân. Đun cách thủy có thể sử dụng để giảm hiệu ứng này.

## Các este sulfonic

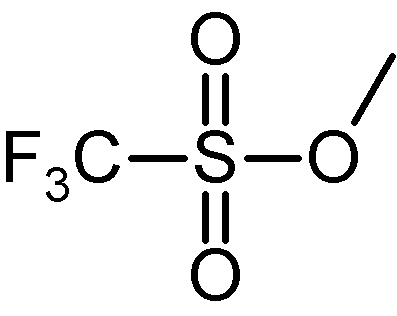
Metyl triflat

Các este sulfonic là một lớp hợp chất hữu cơ với công thức tổng quát R-SO2-OR1. Các este sulfonic như metyl triflat được coi là các nhóm li hợp tốt trong phản ứng thế ái lực hạt nhân.